# Radio Nikita TV
Radio Nikita TV ist ein deutschsprachiger Radiosender mit Hauptsitz auf der griechischen Insel Kreta. Die Sendestudios befinden sich in den Städten Rethymno und Iraklio.

## Geschichte & Gründung
Der Hamburger und ehemaliger Fernsehmoderator Nick Stein gründete Radio Nikita TV am 1. Juni 2013 in der Stadt Rethymno. Zunächst sendete man auf der UKW-Frequenz 89.9 FM. Am 24. März 2014 erfolgte die erste Frequenzerweiterung und der Sendestart auf 93.3 FM in der Stadt Iraklio. Seit 15. September 2020 ist Radio Nikita auch im Südosten der Insel Kreta auf 104.0 FM zu empfangen.

## Sendegebiet und Empfangsmöglichkeiten
- Das Programm kann auf 19 Mittelmeerinseln sowie Kreta und Rhodos auf UKW und im Live Stream im Internet empfangen werden.[1]
- Insel Kreta: Rethymno 89.9 FM Radius ca. 50 km / Iraklio ca. 30 km Radius / Agios Nikolaos, Ierapetra und Sitia auf 104.0 FM ca. 100 km Radius
- Insel Rhodos: Stadt Rhodos 98.6 FM ca. 220 km Radius. Diese Frequenz umschließt auch die umliegenden griechischen Inseln sowie Kos, Santorin, Samos und auf Karpathos Lefkos.

## Sendungen und Gäste
Radio Nikita TV informiert in deutscher Sprache über Neuigkeiten aus Griechenland, Deutschland und der Welt. Die Musikauswahl konzentriert sich auf die 70er, 80er und 90er Jahre. Dabei ist die Mischung der deutschen und englischen Musik maßgebend. Der Sender selbst wirbt mit viel Urlaubsfeeling. Die so genannte Ballermann-Musik kommt in der Musikauswahl nicht vor.
Im Juni 2020 war Schlagersänger Peter Orloff in der Radiosendung Die Nikita Nacht zu Gast. Weitere Gäste waren u. a. Jürgen Peter, Celina, Laura Hessler und Die Kaiser.

## Programm und Moderatoren
| Name                | Sendezeit         |
| ------------------- | ----------------- |
| Guten Morgen Hellas | 8:05 – 11:30 Uhr  |
| Mahlzeit Hellas     | 12:05 – 13:30 Uhr |
| Nikita Maximal      | 19:05 – 21:30 Uhr |
| Die Nikita Nacht    | 23:05 – 3:00 Uhr  |

Moderatoren sind Steffen Schmidt, Katrin Peters, Simona Mollova-Stein, Frank Bachmann und Nick Stein. Die Lokalnachrichten werden meist von Andrea Beck oder Karsten Koenig moderiert. Internationale Nachrichten werden durch die dpa als Podcast bezogen.

## Reichweite
Der Sender richtet sich vorwiegend an deutsche Residenten und Arbeitnehmer sowie an Deutsch sprechende Touristen, nach eigenen Aussagen erreicht man ca. 70.000 Hörer. Laut einer Untersuchung des unabhängigen Marktforschungsinstitutes TNS Emnid im Jahr 2019 kannten 54 % aller befragten Kreta Urlauber Radio Nikita.